# Psalmopoeus reduncus
A Psalmopoeus reduncus a pókok (Araneae) rendjébe és madárpókfélék (Theraphosidae) családjába tartozó díszállatként is tartott pókfaj.
Természetes elterjedési területe Costa Rica.

## Megjelenése
Utóteste fiatal korában vöröses, barnás, esetleg zöldes árnyalatú, mely később eltűnik, szürkés, barnás árnyalatúra változik. Lábai valamivel sötétebbek, mint a test, hátpajzsa aranybarna. Testhossza 5 cm körüli, lábfesztávolsága nagyjából 10 cm.

## Életmódja
Természetes élőhelyén fák gyökerei közt, föld alatt készít üregeket, melyeket hálóval bélel. Táplálékát jórészt rovarok teszik ki.

## Tartása
Természetes élőhelyének megfelelően vastag talajréteget igényel, amit folyamatosan nedvesen kell tartani. Érdemes behelyezni számára fakérgeket, ágakat, mert gyakran igénybe veszi őket odva elkészítéséhez, illetve a faágak közé szövi azt.
Tartásának körülményei hasonlók a nem többi fajához, hőmérsékleti igényei 22-28 °C között vannak, páratartalom szempontjából 70-80% az ideális.